# Врис, Клас де
Клас де Врис (нидерл. Klaas de Vries; род. 15 июля 1944, Тернёзен) — нидерландский композитор, педагог, музыкальный организатор, влиятельнейшая фигура в современной нидерландской музыке.

## Биография
В 1965—1972 учился в Роттердамской, затем в Гаагской консерватории у Отто Кеттинга, а позже у Милко Келемена в Штутгарте, испытал влияние сериализма. В 1972—1981 преподавал композицию в консерватории Твенте, в 1979—2009 — в Роттердамской консерватории. Деятельный организатор музыкальной жизни страны.

## Сочинения
- Three pieces for wind quintet (1968)
- Chain of changes for pianosolo (1968)
- Refrains, for orchestra and 2 piano’s (1970)
- Five-part fantasy, for fluteensemble or other instrumentation (1971)
- Organum, for 4 trombones and 3 piano’s (amplified) (1971)
- Mars, for tenorsaxofoon and piano (1972)
- Follia, for brass, percussion, electronic instruments and 5 solo-string instruments (1972-1973)
- Kwartet, for low string instruments (1973)
- Kadens, for windorchestra (1973)
- Tegenzangen, for four-part mixed choir and orchestra with choir and percussion ensemble (1973)
- Twee koralen, for 4 saxofoons (1974)
- Quasi una fantasia, for wind instruments, percussion, electronic organ and string quintet (1975)
- Moeilijkheden, for wind instruments and piano (1977)
- Impromptu, for flute and percussion (1978)
- Bewegingen, for 15 instruments (1979)
- Kotz, suite for 11 instruments(1979)
- Rondo, for horn and piano (1979)
- Drie harpisten, 3 pieces for 3 small harps (1979)
- Das Lebewohl? oder … das Wiedersehn, two small pieces for string quartet (1979)
- Areas, voor groot koor en orkest met klein koor en zes instrumentalists (1980, по произведениям Пабло Неруды и Джеймса Джойса)
- Tombeau, for string orchestra (1980)
- Discantus, for orchestra (1982)
- Eréndira, opera for 5 instrumental soloists, small choir and ensemble, libretto of Peter te Nuyl (1984, по повести Маркеса)
- Instrumental music from Eréndira, for ensemble (1984, rev. 1992)
- 4 tango’s, for voice and 4 accordions (1985)
- Murder in the dark, 5 micronal works for harpsichord (1985)
- Phrases, for solo-soprano, mixed koor, 6 instrumental soloists and orchestra (1986, по Рембо)
- Sonata for piano (1987, по мотивам романа Томаса Манна Доктор Фаустус)
- Diafonía — la Creación, for two sopranos and ensemble (1988—1989, по мотивам Эдуардо Галеано)
- Diafonía — la Creación, for two sopranos and two piano’s (1988—1989)
- Songs and dances, for violin and piano (1989)
- Sub nocte per umbras — ibant obscuri sub nocte per umbras, for large ensemble or chamber orchestra (1989, по Энеиде Вергилия)
- Berceuse, for bass-clarinet and percussion (1990)
- De profundis, for large brass orchestra (1991)
- Umbrae, for alt-recorder, bass-recorder and piano (1992)
- Eclips (Дань уважения Александру Скрябину), for large ensemble (1992)
- Strijkkwartet nr.1 String quartet(1993)
- Déploration sur la mort de Johan Ockeghem, for ensemble
- A King, Riding, scenic oratorium in 3 parts (1995, по роману Вирджинии Вулф Волны и стихам Пессоа)
- Abdicaçao, for mixed a cappella choir, по Фернандо Пессоа (1996)
- Tegen de tijd, elegie for viola-solo (1998)
- Concert voor piano en orkest, concerto for piano and orchestra (1998)
- Concert voor piano en orkest, version for piano and 6 instrumentalists (1998, rev. 2003)
- Aleph, for mixed orchestra and choir (1999, по Борхесу)
- Litanie, for mezzo-soprano and 8 cellos (1999)
- Antagonistische ode, for orchestra (2000, rev. 2005)
- Preludium — Interludium — Postludium, for 23 solo-string players (1996-2000)
- Ghaf, for ensemble (2003)
- Versus, for brass ensemble (2004)
- Concert voor viool en orkest, concerto for violin and orchestra (2005)
- Stimmen-Engführung, for a cappella choir (2006)
- Just Numbers, Dancing, for orchestra (2007)
- Wake, opera in 4 acts. Libretto by David Mitchell (2010)
- Spiegelpaleis, for ensemble and electronics — in collaboration with René Uijlenhoet (2012)

## Педагогическая деятельность
Создал так называемую Роттердамскую композиторскую школу: среди десятков его учеников — Роберт Зюйдам, Оскар ван Диллен, Антониу Шагас Роза, Вашку Мендонса и др. Давал мастер-классы в Брюсселе, Париже, Манчестере, Порту, Москве, Сан-Франциско.

## Признание
Дважды лауреат премии Маттейса Фермёлена (1983, 1998).